# Faculteit der Letteren (Leiden)
De Faculteit der Letteren is de naam die gebruikt wordt voor een gebouwencomplex uit 1981-1982 aan de Witte Singel in de Nederlandse stad Leiden. Hoewel dit onderdeel van het Witte Singel-Doelencomplex bedoeld was als faculteitsgebouw voor de letteren van de Universiteit Leiden, bevinden zich in het gebouw ook andere takken van de Geesteswetenschappen, zoals de Faculteit der Kunsten.

## Architectuur
Het gebouw is ontworpen door Joop van Stigt (1934-2011). De bouwstijl wordt gerekend tot het structuralisme. In de maatvoering is gekozen voor een stramien van 1,8 meter, wat overeenkomt met de maat van een gemiddelde mens, aldus de architect. De eerste schetsen werden gemaakt in Parijs op een tafelkleed dat Van Stigt meenam naar zijn bureau in Amsterdam om daarmee verder te werken.
De twee binnenpleinen zijn vernoemd naar P.N. van Eyck, dichter en hoogleraar Nederlandse taal- en letterkunde en Nicolaas van Wijk, de eerste Nederlandse hoogleraar Slavische talen. Op de balkons van de loopbruggen zijn gedichten aangebracht: De tuinman en de dood van P.N. van Eyck en The Road Not Taken van Robert Frost.
In 2008 zijn de faculteiten Godsdienstwetenschappen, Letteren, Wijsbegeerte en Kunsten samengevoegd tot de Faculteit der Geesteswetenschappen. Daarmee is de naam van het gebouw in onbruik geraakt.

## Verbouwing
In 2013 werd door de Universiteit Leiden een onderzoek gestart naar de sloop van enkele universiteitsgebouwen van het Witte Singel-Doelencomplex, waaronder ook de Faculteit der Letteren. Zo werden de smalle gangen tussen de gebouwen als onprettig ervaren en hadden werknemers het gevoel dat ze geïsoleerd van elkaar werkten. Ook is de verhouding tussen verkeersruimte en kantoren te groot bevonden.
In plaats van sloop werd in juli 2017 ervoor gekozen om de Faculteit der Letteren te verbouwen en het complex uit te breiden tot een "Humanities Campus". De aanvangsdatum van de bouw was in 2020 met een verwachte opleverdatum in 2023.

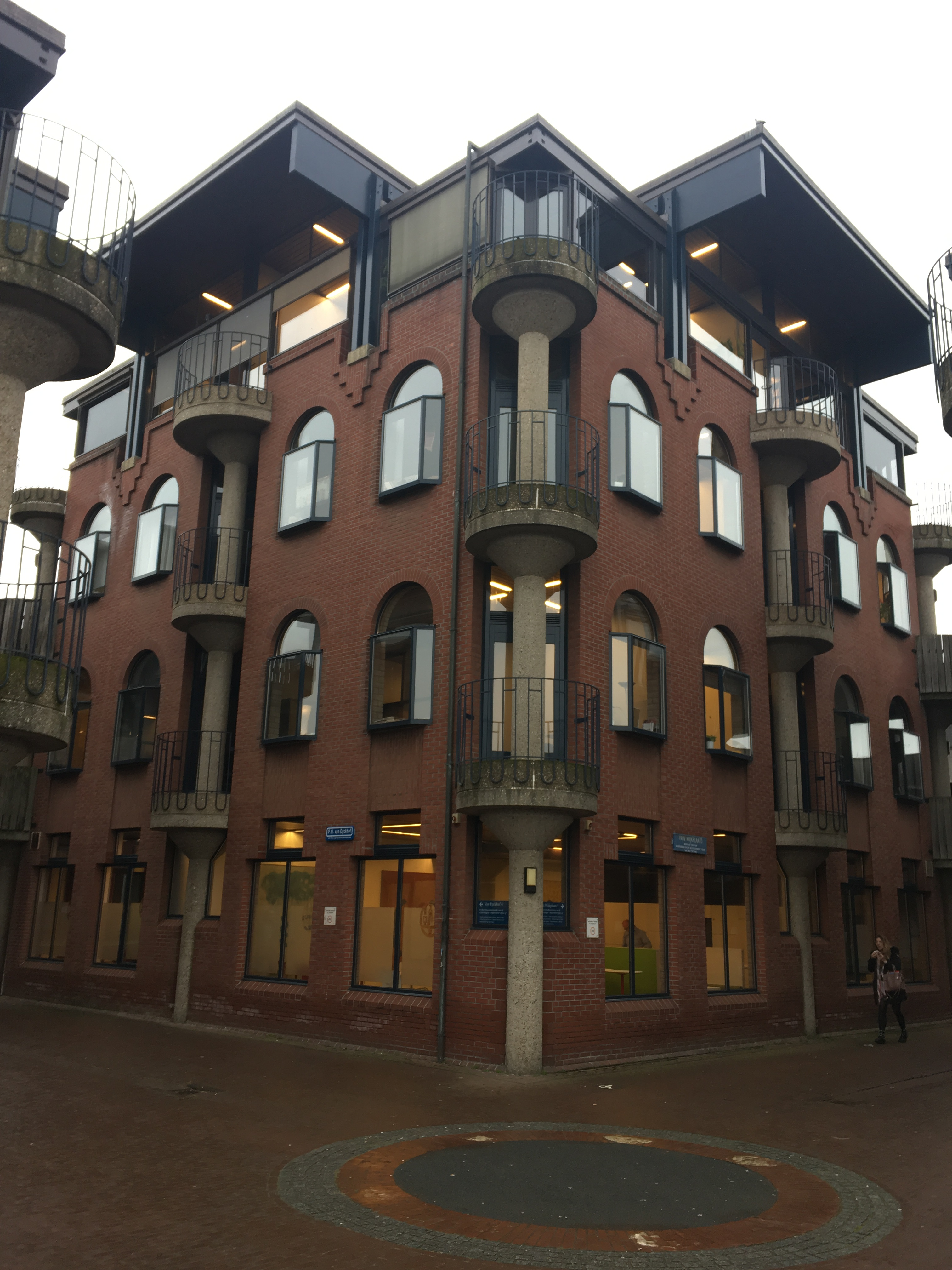
Voorzijde (Witte Singel)
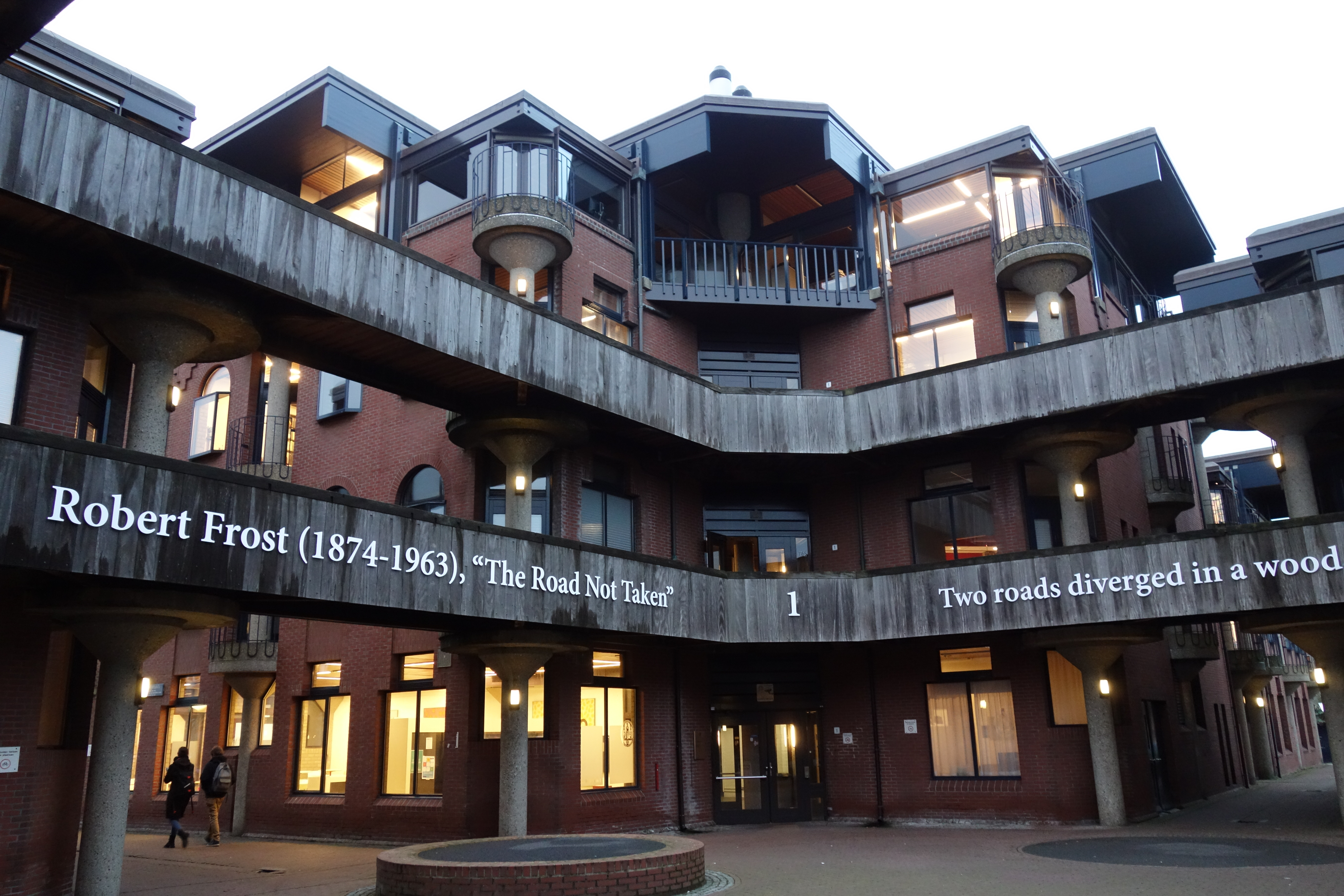
Gedicht van Robert Frost op de Van Wijkplaats
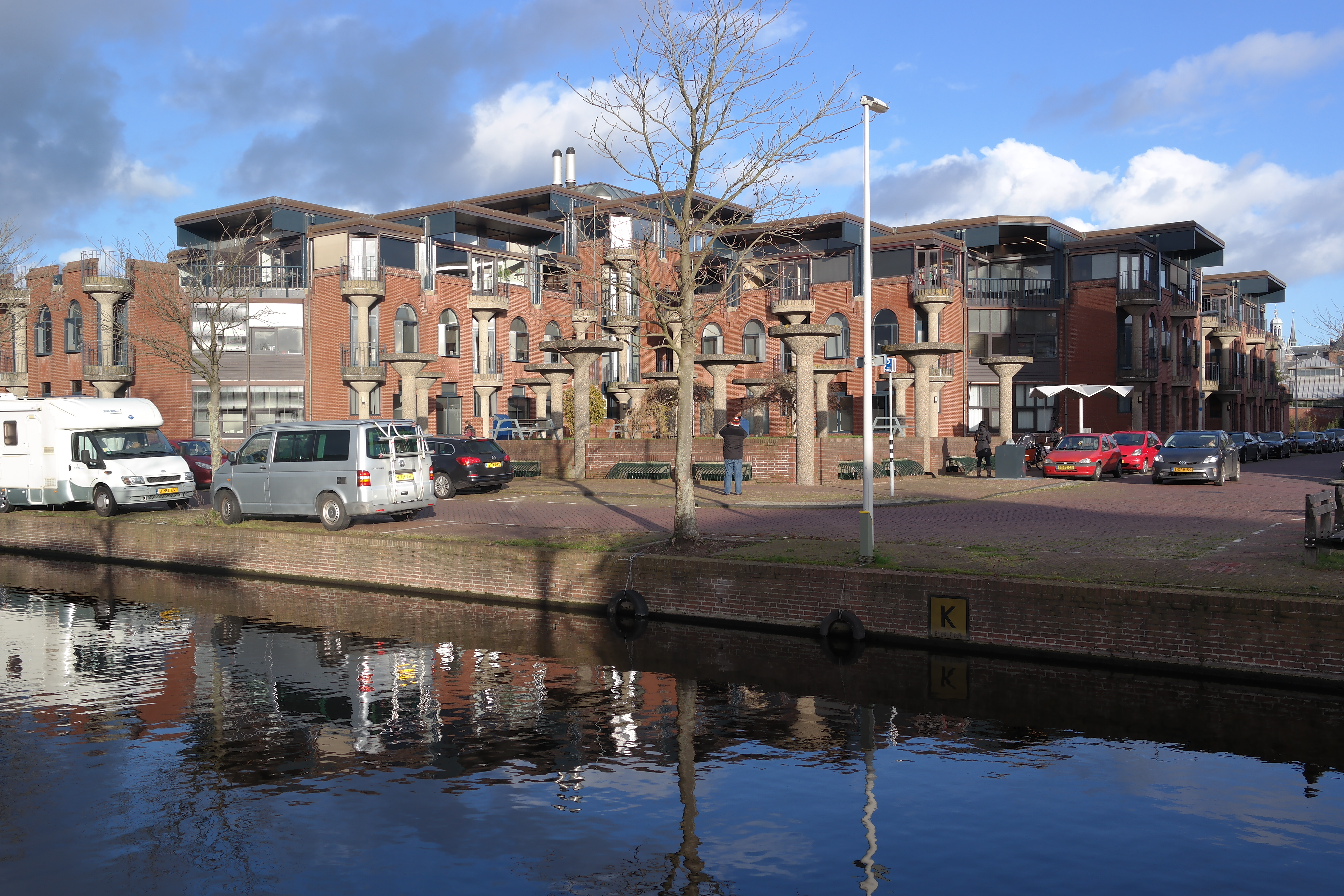
Achterzijde (Rijn- en Schiekade)